# Alexander Szymanowski
Alexander Szymanowski (Buenos Aires, 13 de octubre de 1988) es un futbolista argentino que juega de centrocampista en el C. D. Móstoles URJC de la Tercera Federación.

## Trayectoria deportiva

### Comienzos en Madrid
Comenzó su andadura deportiva en las categorías inferiores de Racing Club de Avellaneda, de Argentina. Con 12 años se trasladó con su familia a Madrid, ingresando en la cantera del Atlético de Madrid. A partir de ahí, pasó por distintos clubes de la Comunidad de Madrid, como el AD Unión Adarve, Rayo Majadahonda, Atlético Leones de Castilla, Alcobendas Levitt, C. F. o Alcobendas Sport. 
En 2007 recaló en la U. D. San Sebastián de los Reyes. Con este conjunto, Alexander Szymanowski debutó en categoría profesional. Fue en el Grupo I de Segunda B, en la cuarta jornada de la temporada 2007-08 ante el Orense. Aquella campaña, el argentino afrontó nueve partidos con el San Sebastián de los Reyes en la categoría de bronce del fútbol español, acumulando 313 minutos sobre el terreno de juego. El equipo acabó descendiendo a Tercera División, tras ser penúltimo. En esa categoría militó tres temporadas más: la 2008-2009 en el San Sebastián de los Reyes y la 2009-2010, en el Antequera C. F. En este conjunto, que acababa de perder la categoría, afrontó 33 partidos y anotó seis goles. Al año siguiente regresó al San Sebastián de los Reyes, con el que logró el ascenso a Segunda B en un año el que logró un gol en 20 partidos.
Para la temporada 2011-12 recaló en la RSD Alcalá. Con este conjunto madrileño finalizó como máximo goleador con 11 goles, que acabaron resultando claves para que el equipo acabara manteniendo la categoría en Segunda B. Acumuló un total de 3069 minutos de juego, repartidos a lo largo de 38 encuentros en la categoría de bronce.

### Recreativo de Huelva
Pasó a formar parte del Recreativo de Huelva en la temporada 2012-13. Con la camiseta onubense participó en 39 encuentros oficiales y anotando una decena de goles. Se convirtió a final de año en el mejor jugador del equipo.

### Brondby IF
En verano de 2013 se marchó cedido al Brondby IF después de jugar un par de encuentros con el Recre. Los daneses pagaron medio millón de euros por su préstamo y posteriormente 180 000 para hacerse con el futbolista en propiedad. Incluso la entidad onubense habría recibido un 40% de un futuro traspaso. En Dinarmarca jugó 55 partidos, en donde logró marcar en seis ocasiones. 

### C. D. Leganés
En 2015 se convirtió en el octavo refuerzo del C. D. Leganés, firmando por dos temporadas con la entidad pepinera. Al final del curso fue el máximo goleador (12) y el mejor jugador en un equipo que ascendió por primera vez en su historia a Primera División.
Debutó en Primera División en la jornada 2 de la liga, en un empate a cero en Butarque ante el Atlético de Madrid. Su primer gol llegó en la jornada 6 ante el Valencia C. F., aunque también fallaría un penalti y su equipo perdería.
Tras una lesión de larga duración en la rodilla en diciembre de 2017 y una posterior recaída en julio de 2019, en el verano de 2020 quedó desvinculado del club pepinero.

### Recreativo de Huelva
El 5 de octubre de 2020 regresó al R. C. Recreativo de Huelva firmando por una temporada. Al curso siguiente se marchó a la Gimnástica Segoviana C. F.

### Gimnástica Segoviana
El 5 de agosto de 2021 llegó a la Gimnástica Segoviana C. F, por la que firmó por una temporada.

## Clubes
| Club                             | País      | Año       | PJ (goles) |
| -------------------------------- | --------- | --------- | ---------- |
| U. D. San Sebastián de los Reyes | España    | 2007-2009 | 14 (0)     |
| Antequera C. F.                  | España    | 2009-2010 | 33 (6)     |
| U. D. San Sebastián de los Reyes | España    | 2010-2011 | 20 (1)     |
| R. S. D. Alcalá                  | España    | 2011-2012 | 39 (11)    |
| R. C. Recreativo de Huelva       | España    | 2012-2013 | 41 (10)    |
| Brøndby IF                       | Dinamarca | 2013-2015 | 55 (6)     |
| C. D. Leganés                    | España    | 2015-2020 | 89 (23)    |
| R. C. Recreativo de Huelva       | España    | 2020-2021 | 19 (0)     |
| Gimnástica Segoviana             | España    | 2021-2022 | 25 (3)     |
| U. S. Vibonese Calcio            | Italia    | 2022-2023 |            |
| C. F. Talavera de la Reina       | España    | 2023-2024 | 28 (8)     |
| U. D. San Sebastián de los Reyes | España    | 2024-2025 | 17 (1)     |
| C. D. Móstoles URJC              | España    | 2025-     |            |

## Vida personal
Szymanowski nació en Buenos Aires (Argentina) en 1988, siendo el mayor de tres hijos. Cuando tenía 12 años su padre y su madre emigraron a Madrid (España), y tras encontrar trabajo el resto de la familia pudo acompañarle. Durante ese tiempo residieron en el municipio de Guadarrama.
Su hermana menor, Marianela Szymanowski, es también futbolista profesional.